# Година прође, дан никад
Година прође, дан никад је књига Жарка Лаушевића која је објављена 2011. године. У књизи глумац Жарко Лаушевић пише о убиству двоје људи, због чега се нашао на удару правде, и касније у затвору.